# أذن الكلب

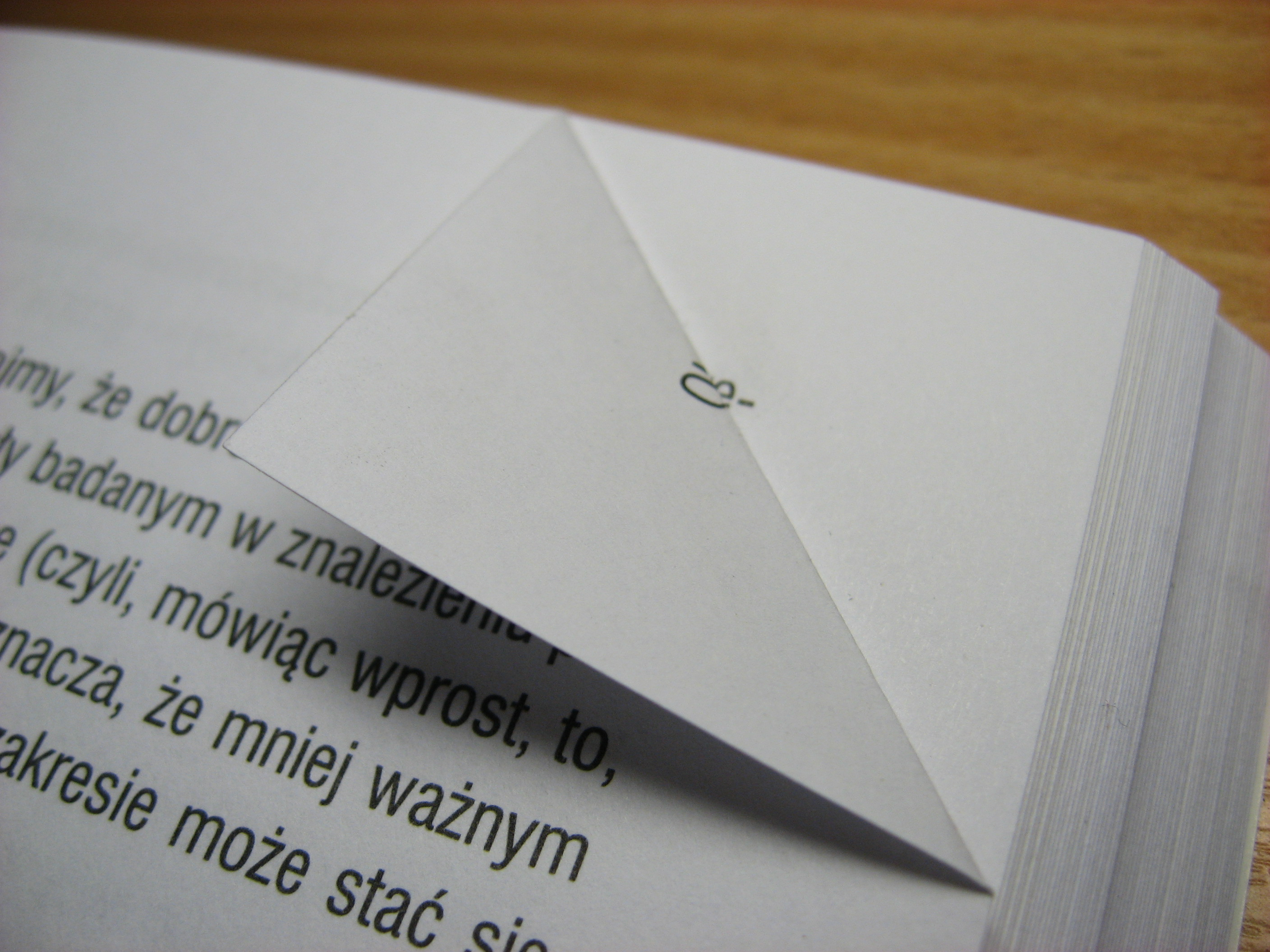
صفحة ذات أذن كلب.

أذن الكلب هي زاوية مطوية من صفحة كتاب . يشير الاسم إلى آذان العديد من سلالات الكلاب المنزلية التي ترفرف فوقها. يمكن أن تكون أذن الكلب بمكانة إشارة مرجعية. تستخدم أذن الكلب أيضًا بشكل شائع لتمييز قسم أو عبارة في كتاب يجدها المرء مهمة أو ذات معنى. ومن أسمائها الأُخَر طي الصفحة وتقليب الزاوية. لا يرغب بهذه الممارسة أولئك الذين يريدون الحفاظ على الكتب في حالتها الأصلية. وتستخدم أحيانًا للحفاظ على الأوراق معً، في حالة عدم وجود دباسة أو مشبك ورق.